# Liste von Krötenbrunnen
In dieser Liste sind Krötenbrunnen aufgeführt, also Brunnen im öffentlichen Raum, die Kröten zum Thema haben.

## Deutschland
| Bezeichnung                                      | Bild           | Standort                                                            | Bundesland          | Künstler  | Errichtung Einweihung | Weitere Informationen    |
| ------------------------------------------------ | -------------- | ------------------------------------------------------------------- | ------------------- | --------- | --------------------- | ------------------------ |
| Krötenbrunnen (Hof)                              | weitere Bilder | Hof (Saale), Ecke Eppendorfer Straße / Theodor-Körner-Straße (Lage) | Bayern              |           | 2002                  | Breite: 2,8 m, Höhe: 3 m |
| Krötenbrunnen (Oppenheim)                        | weitere Bilder | Oppenheim, Mainzer Straße (Lage)                                    | Rheinland-Pfalz     |           |                       |                          |
| Krötenbrunnen (Schloss Burg)                     | weitere Bilder | Solingen-Burg (Lage)                                                | Nordrhein-Westfalen |           |                       |                          |
| Alter Krötenbrunnen Tauberbischofsheim           | weitere Bilder | Tauberbischofsheim, Schlossanlage (Lage)                            | Baden-Württemberg   |           |                       |                          |
| Krötenbrunnen (Schlossanlage Tauberbischofsheim) | weitere Bilder | Tauberbischofsheim, Schlossanlage (Lage)                            | Baden-Württemberg   | Leo Wirth | 2020                  |                          |

## Weitere
| Bezeichnung  | Bild | Standort                                                       | Staat      | Künstler         | Errichtung Einweihung | Weitere Informationen                     |
| ------------ | ---- | -------------------------------------------------------------- | ---------- | ---------------- | --------------------- | ----------------------------------------- |
| Krötenbrünnl |      | Innsbruck, Botanischer Garten der Universität Innsbruck (Lage) | Österreich | Siegfried Hafner | 1989                  | Siehe auch Liste von Brunnen in Innsbruck |